# Fascination Street
Fascination Street är en låt och singel av det brittiska bandet The Cure. Singeln släpptes den 18 april 1989, men är även det 7:e spåret på skivan Disintegration.

## Medverkande
- Robert Smith	 - 	Sång, Gitarr, Keyboard
- Simon Gallup	 - 	Bas
- Porl Thompson	 - 	Gitarr
- Boris Williams	 - 	Trummor
- Roger O'Donnell	 - 	Keyboard
- Lol Tolhurst        -      Övriga Instrument